# Спенсер, Джон (ум. 1522)
Сэр Джон Спенсер (англ. Sir John Spencer; ок. 1455 — 14 апреля 1522) — английский землевладелец, политический деятель, рыцарь и предприниматель. Родоначальник семейства Спенсер.

## Биография

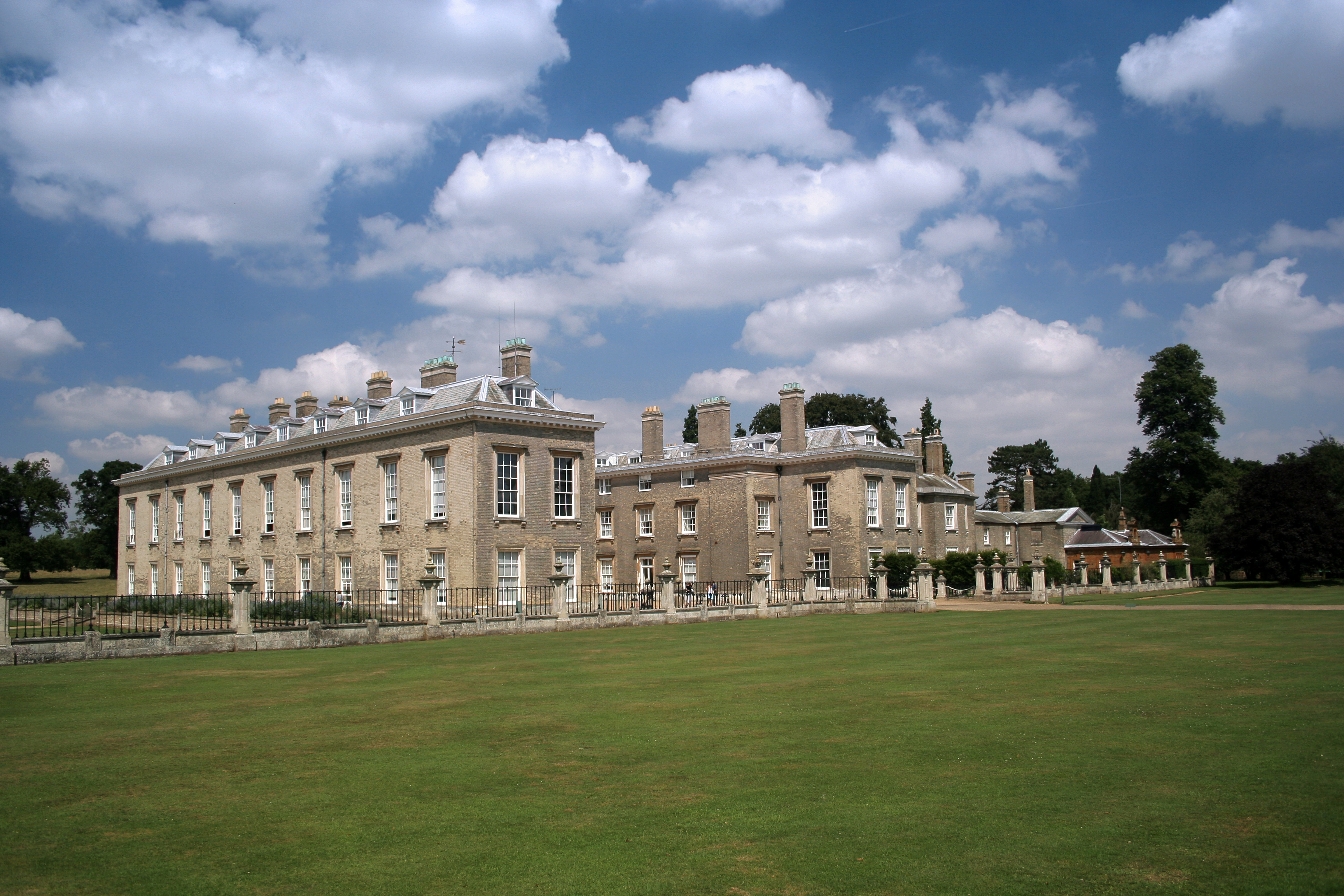
Элторп, фамильная резиденция рода Спенсер в течение 500 лет

Сын сэра Уильяма Спенсера (ок. 1440 — ок. 1485) из Родборна в графстве Уорикшир, и Элизабет Эмпсон.
Первоначально Джон Спенсер зарабатывал на жизнь, торгуя скотом и другими товарами. Накопив значительную сумму, он приобрёл в 1506 году в собственность поместье Уормлитон с округой в графстве Уорикшир. В 1512 году было завершено строительство усадьбы. В 1508 году Джон Спенсер также купил поместье Элторп с домом и окрестными землями в графстве Нортгемптоншир. В 1511 году он также приобрёл некоторые земли в окрестностях Элторпа, в том числе деревни Литтл-Брингтон и Грейт-Брингтон с приходской церковью Святой Девы Марии у Томаса Грея, 2-го маркиза Дорсета. Поместье Элторп стало фамильной резиденцией семьи Спенсер на ближайшие девятнадцать поколений.
В 1513—1515 годах сэр Джон Спенсер даровал много средств церкви Святой Девы Марии в Грейт-Брингтоне, сделав её приходской церковью рода Спенсер. В 1513 году он назначил настоятелем храма Томаса Херитейджа, который ранее был капелланом короля Генриха VII Тюдора. В 1519 году Джон Спенсер был посвящён в рыцари английским королём Генрихом VIII.
14 апреля 1522 года сэр Джон Спенсер скончался, он был похоронен в фамильном склепе в церкви Грейт-Брингтона.

## Семья
Сэр Джон Спенсер женился на Изабелле Граунт, дочери сэра Уолтера Граунта из Сниттерфилда. Их дети:
- Джейн Спенсер (ок. 1489—1560), 1-й муж — сэр Роберт Стаффорд, 2-й муж сэр Ричард Найтли
- Леонард Спенсер
- Изабелла Спенсер (1496—1560), муж — сэр Николас Стрелли
- Уильям Спенсер (ок. 1496—1532)
- Энтони Спенсер
- Дороти Спенсер, муж — сэр Ричард Кейтсби
- Томас Спенсер (ум. 1532)

В 1522 году после смерти Джона Спенсера его поместья Уормлитон и Элторп унаследовал его второй сын, сэр Уильям Спенсер (ум. 1532).
Сэр Джон Спенсер является прямым предком по мужской линии премьер-министра сэра Уинстона Спенсера Черчилля и леди Дианы Спенсер, принцессы Уэльской.